# Turniej kwalifikacyjny do Mistrzostw Europy w Curlingu Kobiet 2008
Turniej kwalifikacyjny do Mistrzostw Europy w Curlingu Kobiet 2008 odbył się w dniach 17–19 października w Łodzi jednocześnie z turniejem mężczyzn.
Ostatecznie Polskę na Mistrzostwach Europy 2008 w szwedzkim Örnsköldsvik reprezentowała drużyna Media CC Warszawa (skip Marta Szeliga-Frynia).

## Drużyny
| Drużyna                   | Skip                 | Trzeci              | Drugi                 | Otwierający          | Rezerwowy       | Trener                 |
| ------------------------- | -------------------- | ------------------- | --------------------- | -------------------- | --------------- | ---------------------- |
| AZS PŚ Gliwice Dzwoneczki | Elżbieta Ran         | Joanna Sowińska     | Dominika Łasak        | Magdalena Dumanowska | Joanna Waryszak | Piotr Podgórski        |
| Media CC Warszawa         | Marta Szeliga-Frynia | Katarzyna Wicik     | Agnieszka Ogrodniczek | Marianna Das         | Maria Kluś      | Markku Uusipaavalniemi |
| RKC Ruda Śląska Toxic     | Barbara Karwat       | Magdalena Jagielska | Magdalena Szyszko     | Magdalena Muskus     |                 | Łukasz Piworowicz      |
| ŚKC Katowice Spark        | Justyna Beck         | Joanna Warot        | Patrycja Mach         | Katarzyna Dołęga     | Agata Musik     | Krzysztof Beck         |

## Wyniki

### Klasyfikacja końcowa
| # | Drużyna                   |
| - | ------------------------- |
| 1 | Media CC Warszawa         |
| 2 | AZS PŚ Gliwice Dzwoneczki |
| 3 | ŚKC Spark Katowice        |
| 4 | RKC Toxic                 |

### Finał
19 października 2008, 9:00
| Tor | Drużyna | Drużyna                   |  | 1 | 2 | 3 | 4 | 5 | 6 | 7 | 8 | 9 | 10 | Ogółem |
| --- | ------- | ------------------------- |  | - | - | - | - | - | - | - | - | - | -- | ------ |
| C   |         | Media CC Warszawa         |  | 2 | 0 | 1 | 0 | 0 | 2 | 0 | 0 | 2 | x  | 7      |
| C   |         | AZS PŚ Gliwice Dzwoneczki |  | 0 | 0 | 0 | 1 | 0 | 0 | 1 | 1 | 0 | x  | 3      |

### Round-Robin

#### Klasyfikacja
| # | Drużyna                   | Wygranych | Przegranych |
| - | ------------------------- | --------- | ----------- |
| 1 | Media CC Warszawa         | 2         | 1           |
| 2 | AZS PŚ Gliwice Dzwoneczki | 2         | 1           |
| 3 | ŚKC Spark Katowice        | 1         | 2           |
| 4 | RKC Toxic                 | 1         | 2           |

#### Sesja 1.
17 października 2008, 11:00
| Tor | Drużyna | Drużyna            |  | 1 | 2 | 3 | 4 | 5 | 6 | 7 | 8 | 9 | 10 | Ogółem |
| --- | ------- | ------------------ |  | - | - | - | - | - | - | - | - | - | -- | ------ |
| B   |         | Media CC Warszawa  |  | 2 | 1 | 1 | 0 | 1 | 0 | 0 | 0 | 0 | 1  | 6      |
| B   |         | ŚKC Spark Katowice |  | 0 | 0 | 0 | 1 | 0 | 3 | 1 | 1 | 2 | 0  | 8      |

| Tor | Drużyna | Drużyna                   |  | 1 | 2 | 3 | 4 | 5 | 6 | 7 | 8 | 9 | 10 | 11 | Ogółem |
| --- | ------- | ------------------------- |  | - | - | - | - | - | - | - | - | - | -- | -- | ------ |
| D   |         | AZS PŚ Gliwice Dzwoneczki |  | 1 | 2 | 1 | 0 | 3 | 0 | 0 | 0 | 1 | 0  | 1  | 9      |
| D   |         | RKC Toxic                 |  | 0 | 0 | 0 | 2 | 0 | 2 | 1 | 1 | 0 | 2  | 0  | 8      |

#### Sesja 2.
17 października 2008, 17:00
| Tor | Drużyna | Drużyna            |  | 1 | 2 | 3 | 4 | 5 | 6 | 7 | 8 | 9 | 10 | Ogółem |
| --- | ------- | ------------------ |  | - | - | - | - | - | - | - | - | - | -- | ------ |
| A   |         | RKC Toxic          |  | 1 | 2 | 0 | 1 | 2 | 1 | 0 | 2 | 0 | x  | 9      |
| A   |         | ŚKC Spark Katowice |  | 0 |   | 2 | 0 | 0 | 0 | 1 | 0 | 2 | x  | 5      |

| Tor | Drużyna | Drużyna                   |  | 1 | 2 | 3 | 4 | 5 | 6 | 7 | 8 | 9 | 10 | Ogółem |
| --- | ------- | ------------------------- |  | - | - | - | - | - | - | - | - | - | -- | ------ |
| C   |         | AZS PŚ Gliwice Dzwoneczki |  | 0 | 2 | 0 | 0 | 1 | 0 | 2 | 1 | 0 | x  | 6      |
| C   |         | Media CC Warszawa         |  | 3 | 0 | 2 | 1 | 0 | 1 | 0 | 0 | 2 | x  | 9      |

#### Sesja 3.
18 października 2008, 10:00
| Tor | Drużyna | Drużyna           |  | 1 | 2 | 3 | 4 | 5 | 6 | 7 | 8 | 9 | 10 | Ogółem |
| --- | ------- | ----------------- |  | - | - | - | - | - | - | - | - | - | -- | ------ |
| B   |         | RKC Toxic         |  | 0 | 0 | 1 | 0 | 1 | 2 | 0 | 0 | 2 | 1  | 7      |
| B   |         | Media CC Warszawa |  | 2 | 1 | 0 | 1 | 0 | 0 | 3 | 1 | 0 | 0  | 8      |

| Tor | Drużyna | Drużyna                   |  | 1 | 2 | 3 | 4 | 5 | 6 | 7 | 8 | 9 | 10 | Ogółem |
| --- | ------- | ------------------------- |  | - | - | - | - | - | - | - | - | - | -- | ------ |
| D   |         | AZS PŚ Gliwice Dzwoneczki |  | 0 | 0 | 0 | 4 | 1 | 0 | 0 | 1 | 0 | 0  | 11     |
| D   |         | ŚKC Spark Katowice        |  | 0 | 2 | 0 | 0 | 0 | 1 | 1 | 0 | 1 | 2  | 9      |